# Hässleholms flygplats
Hässleholms flygplats, även kallad Bokeberg, är belägen mellan Vinslöv och Hässleholm.
Landningsbanan är ett gräsfält med hårdgjorda ytor i riktning 04/22 och med längden 800 meter. Fältet använder radiofrekvens 123,600 MHz med Anrop "Hässleholm".
Flygfältet ägs av Hässleholms kommun och drivs av Hässleholms flygklubb.

## Historik
Det nuvarande flygfältet invigdes år 2000 då Bokeberg ersatte Vankiva flygplats, vilken stängts 1995 då riksväg 21 byggts om. Vankiva flygplats anlades före andra världskriget.